# Savages (single)
Savages is een nummer van het Nederlandse dj-duo Sunnery James & Ryan Marciano en de Braziliaanse dj Bruno Martini uit 2018, ingezongen door de eveneens Braziliaanse zangeres Mayra Arduini.
"Savages" is iets pop-georiënteerder en singlevriendelijker dan het meeste werk van Sunnery James & Ryan Marciano. Het nummer werd een bescheiden radiohitje in Nederland. Desondanks haalde het de Nederlandse Top 40 niet, maar bereikte het wel de eerste positie in de Tipparade.